# 나주 회진성
나주 회진성(羅州 會津城)은 대한민국 전라남도 나주시 다시면 회진리에서 영산강으로 흘러드는 작은 계곡과 계곡을 감싸며 쌓은 삼국시대의 산성이다. 1986년 2월 17일 전라남도 기념물 제87호로 지정되었다.

## 개요
전라남도 나주시 다시면 회진리에서 영산강으로 흘러드는 작은 계곡과 계곡을 감싸며 쌓은 삼국시대의 산성이다.
성벽은 둘레가 2.4km에 달하는데 전남 지역뿐만 아니라 우리나라 삼국시대 토성 가운데서도 매우 큰 규모에 해당한다. 계곡 주변의 3면을 둘러싸고 있는 산지는 급경사의 절벽을 깎아내어 성벽을 만들었고, 계곡에는 폭 6m, 높이 6m 정도로 흙을 한층 한층 다져 성벽을 만들었다.
능선의 평탄한 곳을 이용하여 4개의 문을 만들었던 자리를 확인할 수 있고, 남쪽의 낮은 계곡에는 수문(水門)이 있었음을 확인할 수 있다.
이곳은 기록에 백제의 ‘두힐현’이었다고 하므로, 백제 때 축조되어 조선 초기까지 계속 이 지역 정치·경제의 중심지 노릇을 해왔던 곳으로 추정된다. 백제의 축성기법을 알아볼 수 있고 그후 수축의 양상도 남아있어 우리나라 성곽연구에 매우 중요한 자료로 평가되고 있다.

## 현지 안내문
성(城)이란 일정지역을 보호하고 행정이나 군사의 중심지로 활용하기 위해 돌이나 흙으로 쌓은 건축물을 말한다. 이성은 산 능선을 이용하여 쌓은 것으로 성벽은 한 채 한 채 흙을 넣고 다졌다. 둘레 2.4km에 달하고 아래 부분은 폭이 14m나 된다. 그 후 무너진 곳을 돌로 수리했던 흔적을 볼 수 있다. 산능선의 평탄한 곳을 이용해 만든 4개의 문과 남쪽의 낮은 계곡에 물 나오는 구멍이 있었던 흔적도 있다. 이 성은 그동안 백제의 토성으로만 추정되어 왔다. 그러나 1994년 전남대학교 박물관에 의해 발굴조사가 이루어져, 복암리 고분군과 함께 5세기말~6세기초에 사용된 후 통일신라 말에 대대적으로 보수되었던 것으로 밝혀졌다. 한국 성곽연구에 매우 중요한 자료로 평가되고 있다.

## 참고 자료
- 나주 회진성 - 국가유산청 국가유산포털